# Hansa Motors
Hansa Motors war ein Montagewerk für Kraftfahrzeuge und damit Teil der Automobilindustrie in Irland.

## Unternehmensgeschichte
Der Belgier Franz P. Saar kam Anfang der 1950er Jahre nach Irland. Er leitete das Unternehmen mit Sitz in Dublin, das auch als Autohaus aktiv war. Die erste Erwähnung ist von 1952. Allerdings kann die Gründung auch bis zu zwei Jahre vorher erfolgt sein. Etwa 1952 begann die Montage von Automobilen. Die Teile kamen von Lloyd, später von Borgward und Wartburg. 
Nach 1964 verliert sich die Spur des Unternehmens.

## Fahrzeuge
Das Unternehmen montierte von etwa 1952 bis 1955 den Lloyd 400 und möglicherweise auch den Lloyd Alexander. Die Zahlen blieben gering. Ab 1959 setzte Merlin Motors die Montage fort.
Von 1955 bis 1962 wurden Borgward-Autos gefertigt. Genannt sind Isabella und Arabella. Insgesamt entstanden 334 Borgward.
Außerdem wurde von 1961 bis 1964 der Wartburg 311 montiert.

## Produktionszahlen
Nachstehend die Zulassungszahlen in Irland für Borgward und Wartburg. Für Lloyd sind keine Zahlen bekannt.
| Jahr      | Borgward | Wartburg      | Summe         |
| --------- | -------- | ------------- | ------------- |
| 1956      | 12       |               | 12            |
| 1957      | 14       |               | 14            |
| 1958      | 37       |               | 37            |
| 1959      | 84       |               | 84            |
| 1960      | 96       |               | 96            |
| 1961      | 83       | 29            | 112           |
| 1962      | 8        | 56            | 64            |
| 1963–1964 |          | nicht bekannt | nicht bekannt |
| Summe     | 334      | 85            | 419           |